# ICBC Argentina
ICBC Argentina es una entidad bancaria argentina propiedad de ICBC. Es la filial argentina del banco chino Industrial and Commercial Bank of China, fundado en 2013 luego de la compra del Standard Bank Argentina.

## Historia
En 2006, Standard Bank compró la unidad «BankBoston Argentina» expandiendo sus operaciones a este país. En 2012, ICBC adquirió el 80% de sus acciones. El cambio de marca se produjo en abril de 2013.
Con una extensa red de más de 103 sucursales distribuidas en 17 provincias y un equipo de 3,243 empleados, ICBC se destaca como una institución financiera sólida en el país. Su base de activos supera los 21,100 millones de pesos, respaldada por depósitos que superan los 15,200 millones de pesos. Esto consolida su posición entre los principales bancos privados de Argentina, figurando entre los ocho más destacados en términos de activos y depósitos.

## Autoridades

### Director Ejecutivo
- Alejandro Ledesma Padilla (2009 - 2025)
- Andrés Lozano[6] (2025–presente)

### Presidente
- Zhang Junguo (2022-presente)